# لويس كوبوس
لويس كوبوس (بالإسبانية: Luis Cobos) هو ملحن إسباني، ولد في 30 أكتوبر 1940 في كامبو دي كرايبتانا في إسبانيا.

## وصلات خارجية
- لويس كوبوس على موقع IMDb (الإنجليزية)
- لويس كوبوس على موقع ميوزك برينز (الإنجليزية)
- لويس كوبوس على موقع ديسكوغز (الإنجليزية)